# Sinding (Herning)
Sinding is een plaats in de Deense regio Midden-Jutland, gemeente Herning, en telt 235 inwoners (2008).